# Tropaeolum kingii
Tropaeolum kingii là một loài thực vật có hoa trong họ Tropaeolaceae. Loài này được Phil. miêu tả khoa học đầu tiên năm 1872.